# الفرقة 17 (العراق)
الفرقة 17 هي فرقة من الجيش العراقي، كانت نشطة قبل وبعد عام 2003.
تأسست الفرقة المدرعة السابعة عشرة بعد بداية الحرب العراقية الإيرانية، وبحلول نهاية السنة الثالثة من الحرب (أيلول/سبتمبر 1983). أكمل العميد إياد فتيح خليفة الراوي إنشاء الفرقة. تواجدت الفرقة ميدانيًا في قطاع الفيلق الثاني جنوب خانقين على الحدود الإيرانية العراقية في 1982-1984؛ وكان مقر الفيلق الثاني في تلك الفترة في بعقوبة. كان العميد صابر عبد العزيز أحد قادتها الأوائل، وربما كان أول قائد لها. تُظهر خريطة لاحقة في كتاب مالوفاني مناطق انتشار الفرقة بين تورسق وزرباطية، تحت قيادة الفيلق الثاني شرق بغداد حتى شهر أيلول/سبتمبر 1985.
ربما كان ذلك في الفيلق التاسع أثناء حرب الخليج عام 1991.
أُفيد في بعض التقارير أن مقر الفرقة الرئيسي كان في المحمدية بعد عام 2003، وأن قائدها هو اللواء الركن علي جاسم محمد. "في أغسطس 2008، كان القائد العام المختار حديثًا للفرقة السابعة عشرة للجيش العراقي المُشكّلة حديثًا قائد لواء يتمتع بسمعة طيبة وكفاءة عالية - وهو اختيار جيد." وحتى منتصف عام 2014 تقريبًا، كانت الفرقة السابعة عشرة تتكون من مقر وشركة خدمات، والألوية 23 و25 و55، وفوج النقل الآلي السابع عشر.
وكتب ريكليفز في أكتوبر 2017 أن "الفرقة 17 يبدو أنها حققت أداءً جيدًا في جنوب نينوى".اعتبارًا من ديسمبر 2017، شملت الألوية 23 و25 و55 و60 كجزء من قيادة عمليات الفرات الأوسط.

## قراءة إضافية
- Kenneth M. Pollack, Arabs at War: Military Effectiveness 1948–91, University of Nebraska Press, Lincoln and London, 2002

## روابط حارجية
- DJ Elliott, Iraqi Army Forces in the Center, "Montrose Toast," February 2011